# Julius Hausmann
Julius Hausmann (* 14. November 1867 in New York City; ✡ 17. September 1942 in Frankfurt am Main) war ein in Frankfurt lebender US-amerikanischer Chemiker, der als Jude Opfer der nationalsozialistischen Rassenideologie wurde.

## Leben
Julius Hausmann wurde im Jahr 1867 in New York City geboren. Als Kleinkind kam er nach Deutschland. Er besuchte in Frankfurt am Main die im Stadtteil Westend liegende Wöhlerschule. Nach seinem Schulabschluss studierte er Chemie, Physik und Philosophie sowohl an der Universität Heidelberg als auch an der Friedrich-Wilhelms-Universität zu Berlin. Julius Hausmann hörte Vorlesungen bei Robert Wilhelm Bunsen, August Wilhelm von Hofmann, Carl Liebermann sowie Carl Rammelsberg und besuchte deren chemischen Übungen. Julius Hausmann wurde 1889 an der Philosophischen Fakultät der Friedrich-Wilhelms-Universität zu Berlin promoviert. Der Titel seiner Dissertation im Bereich der organischen Chemie lautete „Zur Kenntnis der Indenderivate“. Julius Hausmann lebte und arbeitete nach dem Abschluss seiner Doktorarbeit jahrzehntelang in Frankfurt am Main.

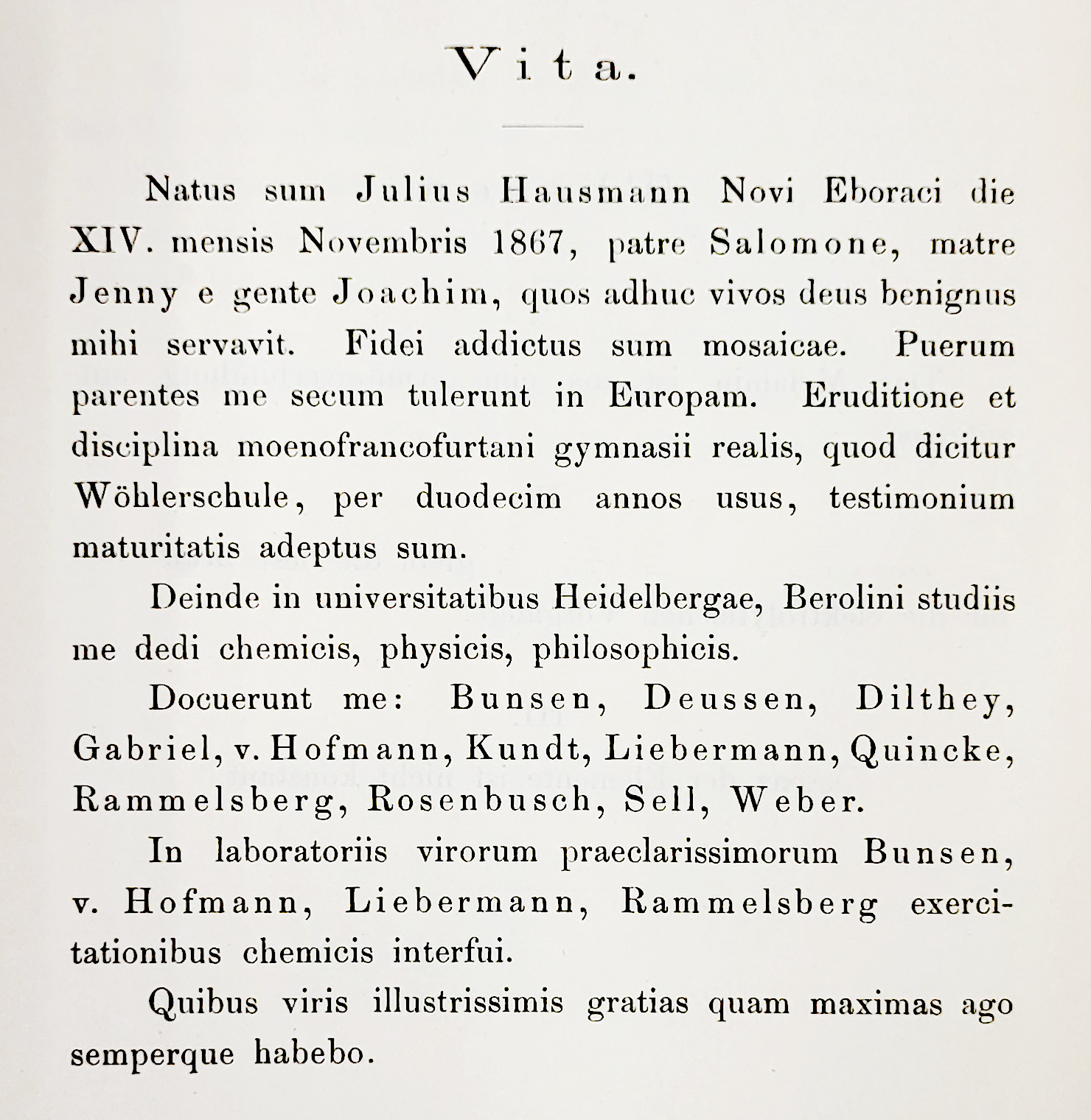
Lebenslauf von Julius Hausmann in Latein

Julius Hausmann war auch zivilgesellschaftlich engagiert. Als ein im naturwissenschaftlichen Bereich ausgebildeter und beruflich tätiger Akademiker schloss er sich im Jahr 1906 der Senckenbergischen Naturforschenden Gesellschaft als beitragendes Mitglied an. Im Jahr 1911 wurde er als Rechnungsprüfer vorgeschlagen. Im Protokoll der Generalversammlung aus dem Jahr 1922 wird erwähnt, dass er als Rechnungsprüfer der Senckenberg Gesellschaft für Naturforschung zurückgetreten war. Das Ehepaar Hausmann spendete größere Beträge für mildtätige und kulturelle Zwecke. Auch zur Gründung der Frankfurter Universität trug das Ehepaar Hausmann bei, indem es diesbezüglich eine erhebliche Spende leistete. Aus dieser Zeit stammt ein weiteres Beispiel für getätigte Spenden des Ehepaars Hausmann. Nach dem Beginn des Ersten Weltkriegs sammelte die Frankfurter Zeitung Hilfsgelder für Ostpreußen. Im Rahmen dieser Hilfsgeldersammlung spendete Julius Hausmann 150 Goldmark.
Am 20. November 1941 wurde er morgens von der Geheimen Staatspolizei, Staatspolizeistelle Frankfurt (Main) festgenommen und in das Gerichtsgefängnis Frankfurt a. M. eingeliefert. Dort musste er während der Haft Arbeitsdienste ableisten. Schwerst erkrankt, wurde Julius Hausmann am 14. September 1942 vom Regierungs-Medizinalrat der Untersuchungshaftanstalt ärztlich untersucht. Dieser diagnostizierte bei Julius Hausmann u. a. Wassersucht und wies seine Verlegung in das jüdische Krankenhaus an. Nachdem diese Verlegung seitens der Staatspolizei genehmigt worden war, wurde der Schwerstkranke am 14. September 1942 in das Krankenhaus der Israelitischen Gemeinde verbracht. Julius Hausmann starb dort am 17. September 1942 im Alter von 74 Jahren.

## Familie

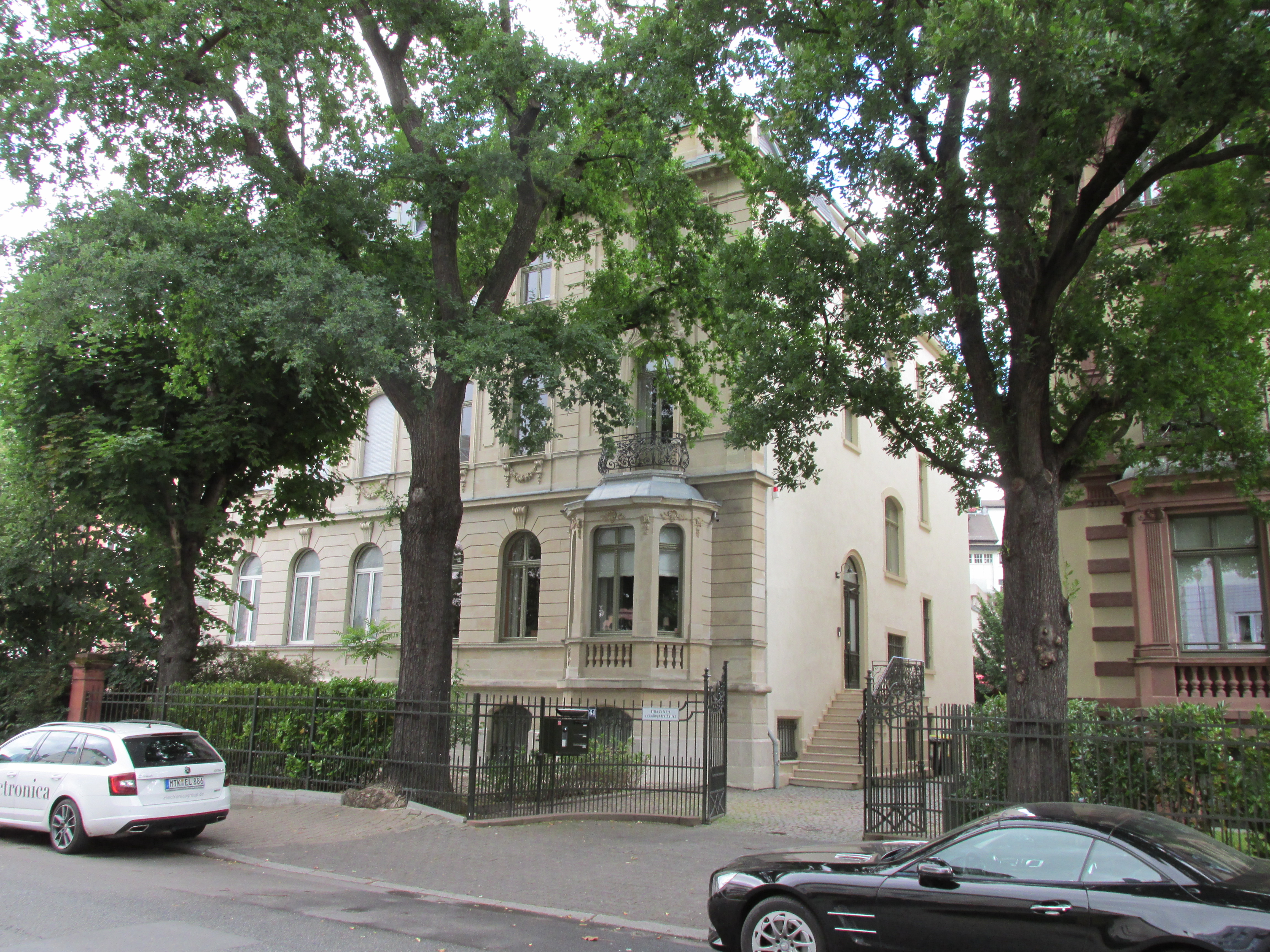
Früheres Wohnhaus der Familie Hausmann, Westendstraße 64, Frankfurt am Main

Julius Hausmann war Sohn des jüdischen Kaufmanns Salomon Hausmann und dessen Ehefrau Jenny, geborene Joachim. Julius Hausmann heiratete am 5. Februar 1903 in Frankfurt am Main Johanna Bayer. Johanna Bayer erhielt aufgrund ihrer Heirat eines US-amerikanischen Staatsangehörigen die US-amerikanische Staatsbürgerschaft. Das Ehepaar wohnte im Frankfurter Westend. Ab dem Jahr 1936 lebte das Ehepaar Hausmann im eigenen Haus in der Westendstraße 64.
Seine Frau starb am 4. August 1960 in Liebenburg in Niedersachsen.

## Veröffentlichungen
- Inauguraldissertation vom 29. Juli 1889 an der Philosophischen Fakultät der Friedrich-Wilhelms-Universität zu Berlin zur Erlangung der Doktorwürde: Zur Kenntnis der Indenderivate. A. W. Schade's Buchdruckerei (L. Schade), Berlin 1889.
- Patentschrift Verfahren zur Darstellung von oxindol-p-sulfosaurem Natrium (Deutsches Reichspatent 289028 vom 15. Oktober 1913). (Online)
- Patentschrift Verfahren zur Darstellung von Mono- und Disazofarbstoffen (Deutsches Reichspatent 291906 vom 29. März 1914). (Online)